# Jezik za označavanje za playliste
Jezik za označavanje za playliste (eng. playlist markup language) je jezik za označavanje koji specificira sadržaj i reprodukciju digitalne medijske playliste; u ovo spada strujanje glazbe, slajdova ili čak animacija.

## Popis markup jezika za playliste
- .asx,
- .smil
- Kalliope PlayList (.kpl)
- .pla
- XSPF
- WPL